# 拉杰果德
拉杰果德（羅馬化：Rājakoṭ）为印度古吉拉特邦一座城市，地处古吉拉特邦中南部，人口1,800,000（2018年），面积5平方公里。拉杰果德市也是拉杰果德县的政府所在地。